# Primacom
Die Primacom Berlin GmbH war ein privater Kabelnetzbetreiber in Deutschland mit rund einer Million angeschlossener Haushalte und rund 800.000 Kunden. Sie ist die Nachfolgegesellschaft der seit 2010 insolventen börsennotierten Primacom AG.
Primacom versorgte vor allem Kunden in den östlichen Bundesländern (Berlin, Brandenburg, Mecklenburg-Vorpommern, Sachsen, Sachsen-Anhalt, Thüringen) und weiterhin Kunden in den Bundesländern Baden-Württemberg, Hessen, Niedersachsen, Nordrhein-Westfalen, Rheinland-Pfalz und Saarland. Das Unternehmen bot seinen Kunden Kommunikationsprodukte wie Fernsehen, Internet, Telefon sowie Anwendungen im Bereich Altersbetreuung in Wohnungen und Smart-Metering/Telemetrie. Das Unternehmen war seinerzeit zusammen mit dem Mutterkonzern Tele Columbus der drittgrößte deutsche Kabelnetzbetreiber mit rund 2,8 Millionen angeschlossenen Haushalten.
Ab 4. Oktober 2017 vermarktete die Primacom ihre Produkte unter der neugeschaffenen Dachmarke Pÿur.
Im Rahmen der One Company Strategie der Muttergesellschaft Tele Columbus wurde am 1. Oktober 2024 alle B2B und B2C Verträge in die PYUR Sales & Service GmbH überführt und die Primacom Berlin GmbH aus dem Handelsregister gelöscht. Bestehenden Verträge und die Versorgung mit Internet-, Telefonie- und TV-Leistungen wurden von der PYUR Sales & Service GmbH nahtlos übernommen.

## Geschichte

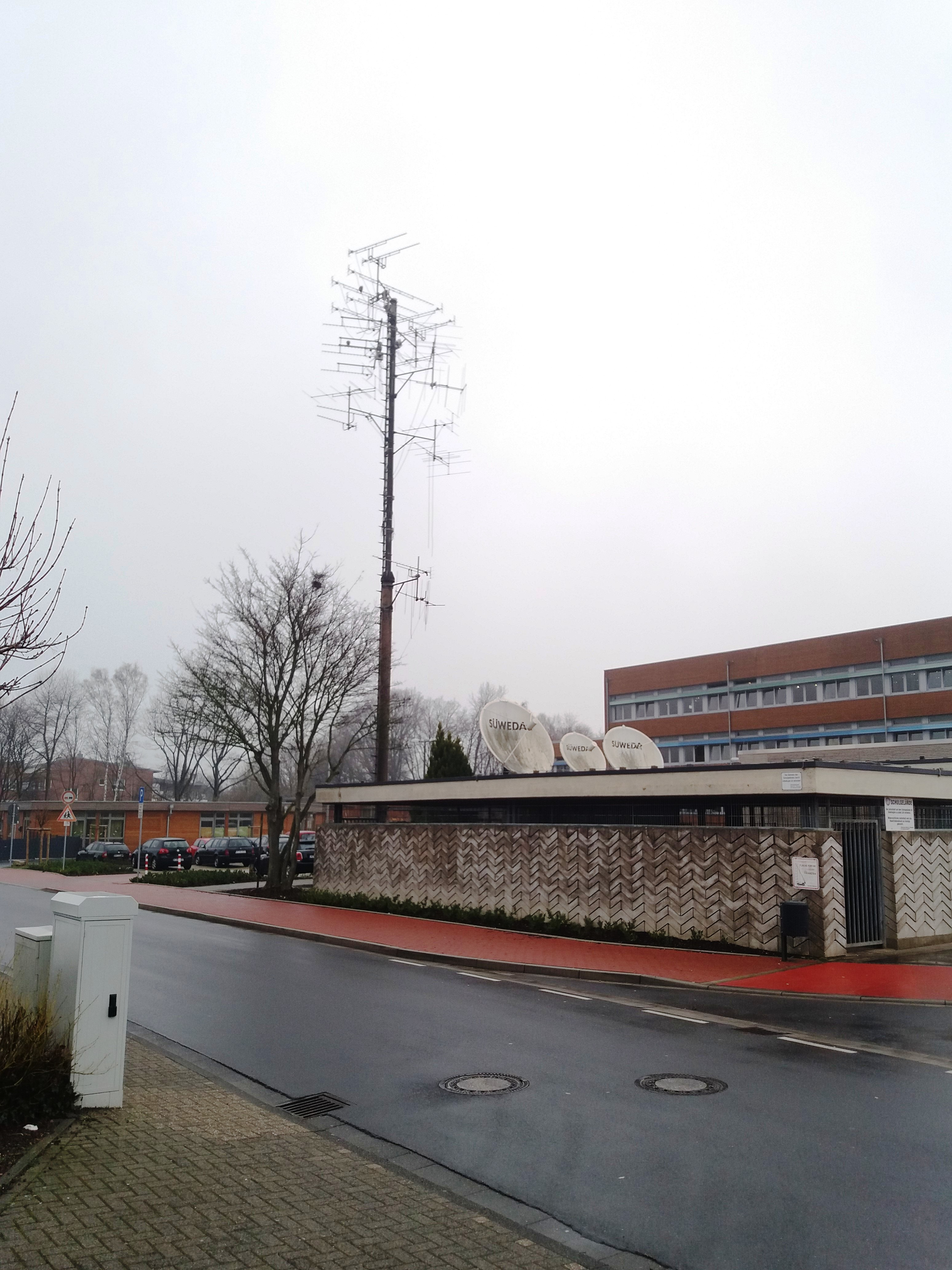
SÜWEDA Kabelkopfstation an der Gesamtschule Niederzier

Primacom entstand im Jahr 1998 aus dem Zusammenschluss der Kabelmedia und Süweda. Nach dem Zusammenschluss wurde die Unternehmensgruppe am 22. Februar 1999 am Neuen Markt und an der NASDAQ an die Börse gebracht. Seit dem 5. Juni 2003 notiert die Aktie der Primacom AG im Prime-Standard an der Frankfurter Börse.
Im August des Jahres 2000 erwarb die Primacom das Unternehmen Multikabel in den Niederlanden, das fünf Jahre später an UPC veräußert wurde. Im September 2007 erwarb die Orion Cable GmbH knapp 91 % der Anteile an der Primacom-Gruppe, mit dem Wunsch, das Unternehmen mit der durch Orion Cable damals gehaltenen Tele-Columbus-Gruppe zu integrieren. Die Integrationsversuche von Orion Cable wurden im Jahr 2009 durch die Primacom gestoppt, da die Integrationserfolge zum damaligen Zeitpunkt als zu gering eingeschätzt wurden. Der Stopp der Integration führte bei den Banken der Primacom zu Unsicherheit, weswegen im Dezember 2009 Refinanzierungsverhandlungen begonnen wurden.
Im Rahmen der Refinanzierungsverhandlungen wurde das operative Geschäft der Primacom-Gruppe im Juli 2010 durch Medfort S.à r.l. erworben. Damit wurden das operative Geschäft und die ehemalige Holding des Unternehmens, die Primacom AG (die am 16. Juni 2010 Insolvenz anmeldete), getrennt. Im Januar 2011 schloss Primacom die Refinanzierung erfolgreich ab und konzentriert sich auf die Weiterentwicklung des operativen Geschäfts.
Wesentlicher Treiber des Kerngeschäfts war der Netzbestand des Unternehmens. Dieser veränderte sich mit den Jahren. Während anfangs die Kerngebiete des Unternehmens mit Hessen/Rheinland-Pfalz/Baden-Württemberg und in den östlichen Bundesländern auf zwei Kerngebiete aufgeteilt waren, wurden die Bestände in den westlichen Teilen der Bundesrepublik in den Folgejahren an Wettbewerber veräußert. Im Jahr 2008 wurden die Netze in Aachen und Wiesbaden an Unitymedia und 2010 die Stadtnetze in Mainz und Osnabrück an Kabel Deutschland veräußert. Dem Trend der Bestandsentwicklung folgend, begann Primacom seine Zentrale in die östlichen Bundesländer zu verlagern und schloss diesen Prozess 2011 nach eigenen Angaben endgültig ab. Im selben Jahr wurde zugleich die finanzielle Sanierung abgeschlossen und die Primacom verkündete ambitionierte Pläne für das Kundenwachstum.
Im April 2014 wurde die Börsenzulassung der ehemaligen Primacom AG i.l. im Auftrag des Insolvenzverwalters widerrufen.
Am 17. März 2014 wurde die Übernahme des kleineren Konkurrenten Deutsche Telekabel (DTK) bekanntgegeben. Dadurch wurde die Primacom die Nummer 4 in Deutschland hinter dem direkten Konkurrenten Tele Columbus und nach eigenen Angaben zum Marktführer in ihrem Kerngebiet in Mitteldeutschland. Der DTK-Übernahme war im November 2013 eine Übernahmeofferte von Tele Columbus an Primacom vorausgegangen, welche damals jedoch von der Primacom-Geschäftsführung deutlich zurückgewiesen wurde.

### Übernahme durch Tele Columbus
Am 16. Juli 2015 wurde die Übernahme der Primacom durch den bisherigen Konkurrenten Tele Columbus mit dem Vollzugsdatum 31. Juli 2015 bekanntgegeben.
Ab dem 4. Oktober 2017 vermarktete die Primacom ihre Produkte zusammen mit Tele Columbus, HL komm und pepcom in der neugeschaffenen Dachmarke Pÿur, um so gegen die beiden großen Kabelnetzbetreiber Vodafone Kabel Deutschland und Unitymedia mithalten zu können.
2024 startete die Muttergesellschaft, die Tele Columbus AG, eine One Company Strategie, bei der alle Tochtergesellschaften (u. a. auch die Pepcom GmbH) in die neu geschaffene PYUR Sales & Service GmbH integriert werden sollten. Damit sollte PYUR nicht mehr eine Dachmarke, sondern ein Unternehmen werden. Im Rahmen dieser Strategie wurde die B2B und B2C Verträge der Primacom Berlin GmbH in die PYUR Sales & Service GmbH integriert und die Primacom Berlin GmbH am 1. Oktober 2024 aufgelöst.
Für die Kunden hat die Integration in die PYUR Sales & Service GmbH keinen Einfluss. Die bestehenden Verträge und die Versorgung mit Internet-, Telefonie- und TV-Leistungen wurden von der PYUR Sales & Service GmbH nahtlos übernommen. Internet-, Telefon- und TV-Produkte können wie bisher über PYUR z. B. unter www.pyur.com bestellt werden.

## Organisation
Die Primacom-Gruppe wurde seit dem 31. Juli 2015 zu 100 % durch die Tele Columbus AG gehalten. Das operative Geschäft der Unternehmensgruppe wurde dabei durch die Holding „Primacom Management GmbH“ geführt. Unterhalb der Holding werden die operativen Sachanlagen sowie Rechte und Lizenzen und das Personal in den verschiedenen operativen Einheiten geführt.

## Kennzahlen
Primacom versorgte ungefähr eine Million angeschlossener Haushalte, wovon der Großteil nach Angaben des Unternehmens vollkommen technologisch aufgerüstet war. Das Herzstück des Netzes bildet das eigens durch Primacom installierte Backbone, ein redundantes und automatisch gesteuertes Netzwerk, das zentral aus Leipzig gesteuert wurde.
Nach eigenen Angaben des Unternehmens lag der Umsatz bei 100 Millionen Euro mit einem Ergebnis vor Steuern, Zinsen und Abschreibungen (EBITDA) von etwas mehr als 40 Millionen Euro.